# Comuna Sic, Cluj
Sic (în maghiară Székakna, Szék, în trad. "Scaun de judecată", în germană Sechen, Secken, Sickau, Marktstuhl) este o comună în județul Cluj, Transilvania, România, formată numai din satul de reședință cu același nume.

## Așezare
Comuna Sic este situată în partea de nord-est a județului Cluj, la distanță de 60 km de Cluj-Napoca și 15 km de Gherla. Comuna se extinde pe o suprafață de 56,4 kmp și are în componență doar satul Sic, atestat documentar din anul 1291, când era considerat oraș liber regesc.

## Demografie
Componența etnică a comunei Sic
     Maghiari (91,18%)
     Români (4,83%)
     Romi (1,3%)
     Alte etnii (0,09%)
     Necunoscută (2,6%)
Componența confesională a comunei Sic
     Reformați (70,81%)
     Adventiști (9,89%)
     Romano-catolici (5,33%)
     Ortodocși (4,39%)
     Penticostali (3%)
     Fără religie (1,97%)
     Alte religii (1,39%)
     Necunoscută (3,22%)
Conform recensământului efectuat în 2021, populația comunei Sic se ridică la 2.234 de locuitori, în scădere față de recensământul anterior din 2011, când fuseseră înregistrați 2.459 de locuitori. Majoritatea locuitorilor sunt maghiari (91,18%), cu minorități de români (4,83%) și romi (1,3%), iar pentru 2,6% nu se cunoaște apartenența etnică. Din punct de vedere confesional, majoritatea locuitorilor sunt reformați (70,81%), cu minorități de adventiști (9,89%), romano-catolici (5,33%), ortodocși (4,39%), penticostali (3%) și fără religie (1,97%), iar pentru 3,22% nu se cunoaște apartenența confesională.

## Politică și administrație
Comuna Sic este administrată de un primar și un consiliu local compus din 11 consilieri. Primarul, Ioan Sallai[*],  politician independent, este în funcție din 1996. Începând cu alegerile locale din 2024, consiliul local are următoarea componență pe partide politice:
|  | Partid                                 | Consilieri | Componența Consiliului | Componența Consiliului | Componența Consiliului | Componența Consiliului | Componența Consiliului | Componența Consiliului | Componența Consiliului |
|  | -------------------------------------- | ---------- | ---------------------- | ---------------------- | ---------------------- | ---------------------- | ---------------------- | ---------------------- | ---------------------- |
|  | Uniunea Democrată Maghiară din România | 7          |                        |                        |                        |                        |                        |                        |                        |
|  | Alianța Maghiară din Transilvania      | 2          |                        |                        |                        |                        |                        |                        |                        |
|  | Partidul Național Liberal              | 1          |                        |                        |                        |                        |                        |                        |                        |
|  | Nagy Ștefan                            | 1          |                        |                        |                        |                        |                        |                        |                        |

### Evoluție istorică
De-a lungul timpului populația comunei a evoluat astfel:

## Istoric
Exploatări de sare cunoscute din antichitate sunt și cele de la Sic. Romanii lucrau numai la suprafață, în gropi patrulatere, până la o adâncime de 12-15 m, de unde sarea se putea scoate ușor pe punți alunecoase și cu aparate simple de ridicat, după care o părăseau și începeau alta. Așa au extras romanii sarea peste tot în Ardeal, iar excavațiile părăsite au devenit lacuri.
Volker Wollmann în monografia sa asupra mineritului subliniază prezența în imediata apropiere a zăcămintelor de sare, de fiecare dată, a unei fortificații romane. Castrul roman de la Gherla a apărat exploatările de sare de la Ocna Dej, Sic, Cojocna și Pata, castrul fiind poziționat între acestea.
Primul document scris legat de localitatea Sic datează din 1291 și amintește de "hospites nostri de Zek".
Localitatea s-a dezvoltat pozitiv în secolele XIV-XVI, favorizată de prezența în subsol a sării geme, multă vreme intens exploatată. Sarea a fost extrasă din trei mine subterane și transportată cu căruțele la Dej, de unde era dusă cu plutele pe Someș și apoi depozitată la Satu Mare sau în Ungaria.
Sic a beneficiat de multe privilegii acordate de Matia Corvin în 1471, apoi de Gheorghe Rakoczi I în 1636. Ulterior, localitatea a pierdut treptat privilegiile.
În urma invaziei tătare din 24 august 1717 au supraviețuit în acest sat numai cca 100 de locuitori.
Din anul 1730 Sic a fost considerat și tratat ca "oraș iobăgesc fiscal".
Sistarea expoatării sării la începutul secolului al XIX-lea, cauzată de concurența salinei de la Ocna Mureș, a influențat negativ dezvoltarea localității.
Din 1438 și până azi localitatea este împărțită în trei zone: Felszeg, Forroszeg si Csipkeszeg, respectiv strada I, strada II și strada III, fiecare cu specificul ei, ca și cum ar fi localități separate. Erau interzise până și căsătoriile dintre doi tineri care locuiau pe străzi diferite. Multe din vechile obiceiuri se mențin și astăzi.

## Date geologice
În larga depresiune situată în preajma Dealului Cipan aflorează un important masiv de sare, a cărui cupolă mulează depresiunea. Străpungerea diapiră este dovedită prin poziția verticală (pe alocuri chiar răsfrântă) a stratelor tortonian superioare. Depresiunea se continuă spre sud, cuplându-se cu o altă cuvetă creată de ocurența masivului de sare de la Coasta.
Datorită eroziunii, masivul de sare Sic a fost treptat decopertat, mai ales în partea sa de vest, unde au fost amplasate primele exploatări de sare. Conturarea masivului de sare se poate face ținând seama de lucrările miniere vechi (la suprafață sau în subteran), de înclinarea stratelor adiacente, de distribuția pe teren a izvoarelor, eflorescențelor și vegetației saline.

## Salina Sic

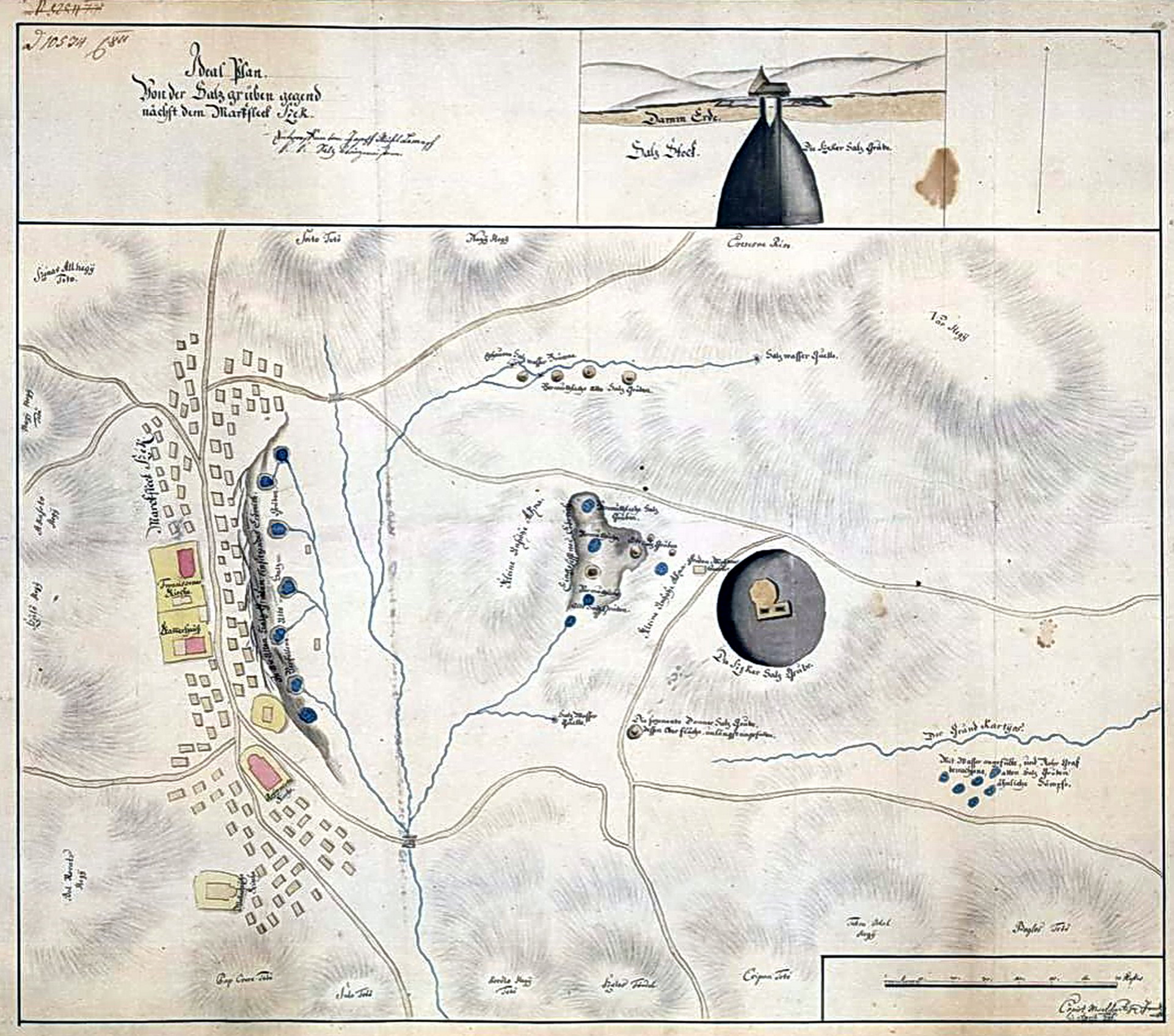
Harta Salinei Sic din anul 1786

Masivul are forma unui elipsoid rotunjit, cu axele aproape egale. Forma sa se deosebește tranșant de forma masivului învecinat Coasta. Dimensiunile cupolei masivului de sare Sic sunt de 1,45 km (nord-sud) și 1,425 km (est-vest), constituind una dintre cele mai mari acumulări de sare din Transilvania. Înclinarea stratelor indică evazarea masivului în profunzime. Grosimea zăcământului se apreciază la 300-400 m.
La Sic, Johann Fichtel (1780) amintește o mină conică de rezervă (adâncimea puțului 23 m, adâncimea totală a minei 60 m, 124 m circumferința tălpii). Această mină ("Ocna Albastră") s-a oprit ulterior la 105 m adâncime. Deasupra acestei mine surpate s-a format în cursul timpului lacul "Ocna Albastră".
Sarea extrasă la Sic a fost în general impură, fapt care a contribuit la abandonarea definitivă a Salinei Sic în anul 1812. Pe vremea lui František Pošepný (1871) mina era demult închisă și abandonată.
Pe teritoriul acestei localități se găsesc izvoare sărate, saramura fiind întrebuințată din vechi timpuri de către localnici.

### Tehnica de deschidere în trecut a ocnelor de sare din Ardeal
Înainte de deschiderea unei noi ocne de sare în Ardeal și Maramureș , se făceau deobicei foraje de explorare. Dacă până la adâncimea de 36 m (18 Klafter = 18 stânjeni) nu se intercepta sarea, se renunța la proiect, din cauza adâncimii prea mari a puțurilor. Ideal era ca solul să aibă o grosime de max. 10-12 m (5-6 stânjeni). La un rezultat pozitiv al primului foraj, se executa un al doilea, la o distanță de 6 m (3 stânjeni) de primul, pentru stabilirea exactă a grosimii stratului acoperitor deasupra celui de al doilea puț. Al doilea puț se amplasa preferențial la aceeași cotă cu primul sau cu max. 4-6 m (2-3 stânjeni) diferență de nivel față de primul puț. Un puț era rezervat pentru intrarea și ieșirea minierilor din ocne (cu ajutorul unor frânghii de cânepă), iar celălalt puț pentru extragerea sării din subteran. Puțurile se săpau cu profil patratic, fiecare latură având 2,8 m (9 pași; 1 pas = 0,3 m) până la o adâncime de 4 m (2 stânjeni) sub contactul steril-sare, după care se lărgea treptat pe următorii 4 m (2 stânjeni), cu profil tot patratic. Aici se făcea așa-numitul “fundament”, din bârne de lemn incastrate în sare, pe care se sprijinea întregul puț. Apoi se arma puțul, de jos în sus, la început cu un amestec de argilă, pleavă și lână de oaie (pentru impermeabilizarea pereților), după care cu bârne (grinzi) de lemn. Grosimea armăturilor era de 0,3 m (1 pas), astfel ca profilul efectiv al puțului se reducea în final de la 2,8 x 2,8 m la 2,5 x 2,5 m. De la nivelul steril-sare în jos pereții se căptușeau cu piele de bivol, care împiedeca contactul direct al apei cu pereții de sare. Apa care picura totuși în mină era captată și scoasă la suprafață. De la nivelul „fundamentului” în jos se săpa cu profil tot mai lărgit, conic, așa că după alți cca 8 m (4 stânjeni) cele 2 puțuri alăturate se uneau. De aici, mina lua o formă conică-ogivală cu secțiunea pe cât posibil circulară (care nu se realiza practic decât rar). Mina se declara gata pentru exploatare numai după ce un agent al administrației salinei, stând pe un bulgăre de sare în mijlocul ocnei, nu mai putea atinge tavanul ocnei cu ciocanul. Din acest moment, salariul tăietorilor de sare scădea de la 4,5 creițari (4,5 Kreuzer) pentru fiecare bloc de sare, la obișnuitul tarif de 1,5 creițari. Ocna era dată atunci oficial în funcțiune, primind totodată un nume. Costurile de deschidere ale unei ocne de sare se ridicau deobicei la peste 5.000 florini (guldeni) de argint.

## Obiective de interes turistic
- Biserica reformată din Sic, inițial romano-catolică, ridicată în secolul al XIII-lea. Are câteva fragmente valoroase de frescă.
- Biserica „Sf. Arhangheli Mihail și Gavriil" (1731) (edificiu cultural de interes național).
- Biserica mănăstirii franciscane din Sic
- Stufărișurile de la Sic (arie protejată)

## Obiective turistice
- Stufărișurile - iazuri, heleștee (rezervație naturală ornitologică, 2 ha).

## Galerie de imagini

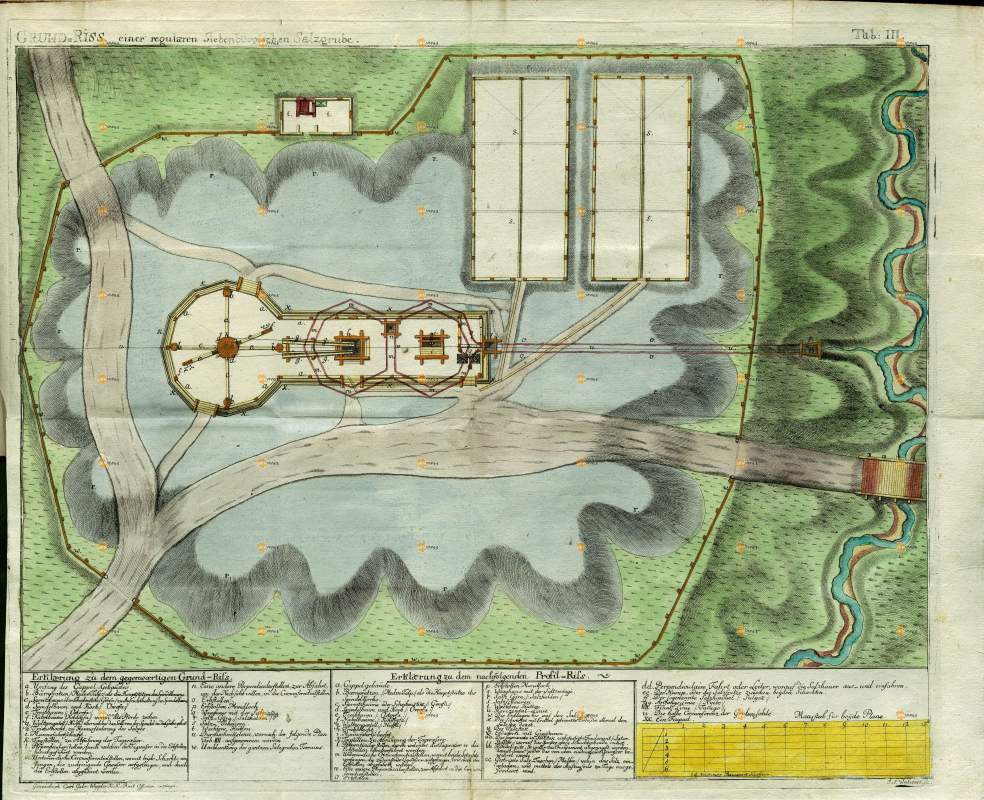
Planul unei ocne vechi de sare din Transilvania și Maramureș (după Johann Fichtel, 1780)
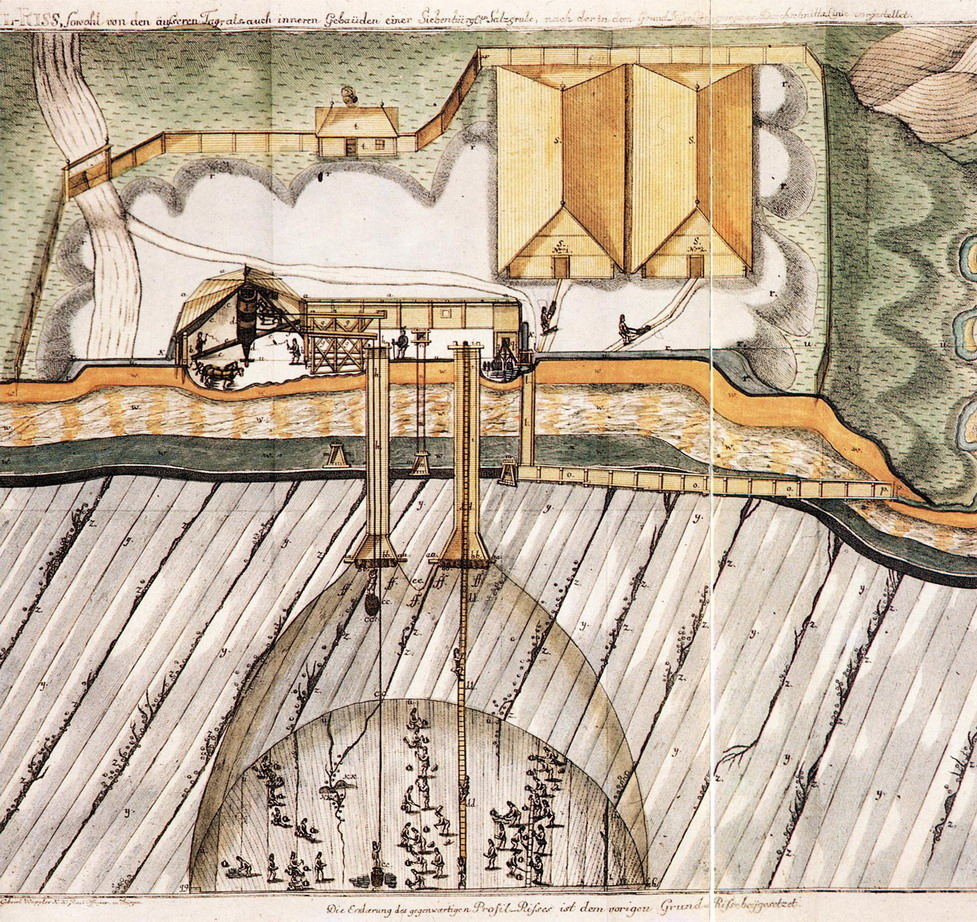
Secțiune schematică printr-o ocnă veche de sare din Transilvania și Maramureș (după Johann Fichtel, 1780)
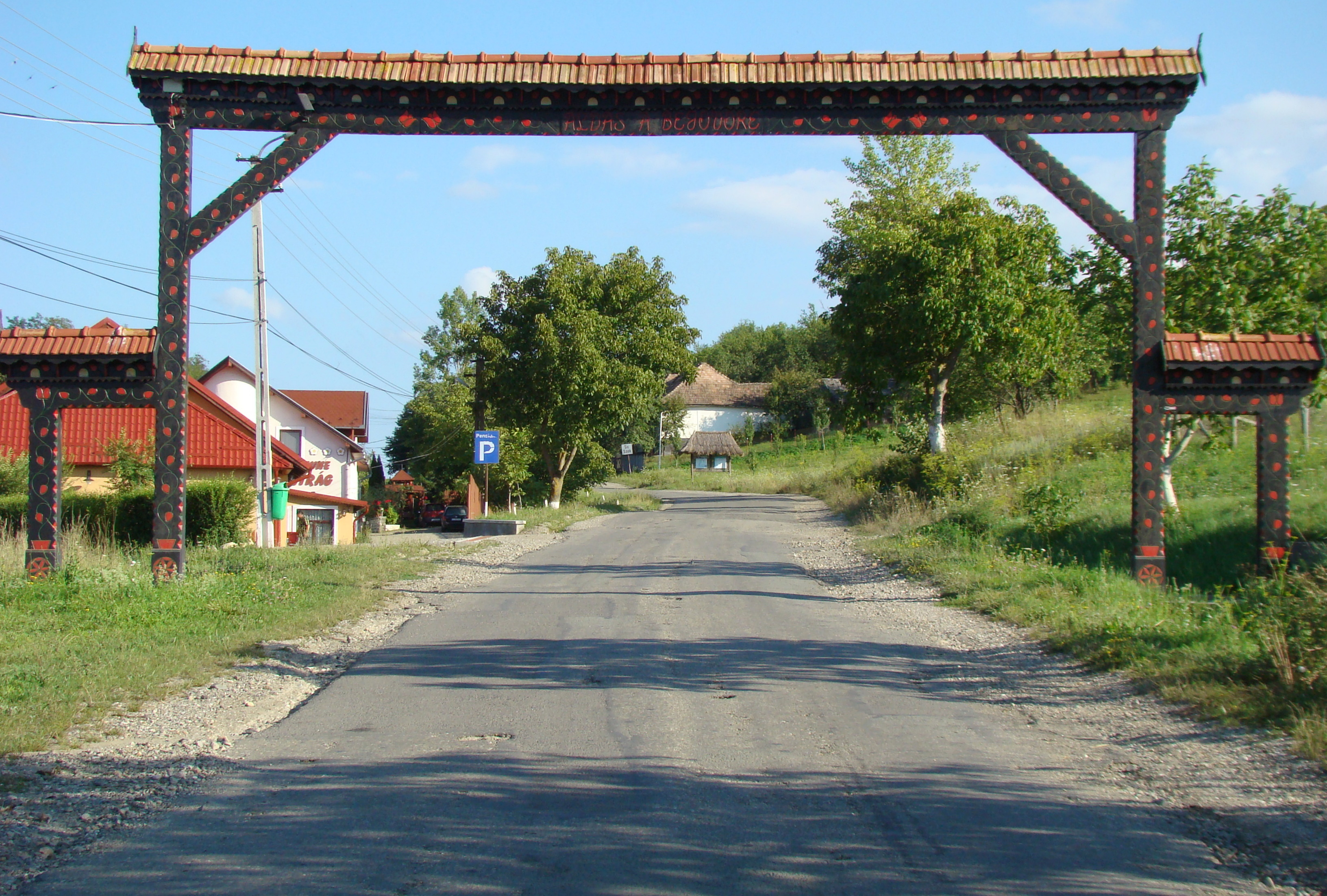
comuna Sic, județul Cluj (România)
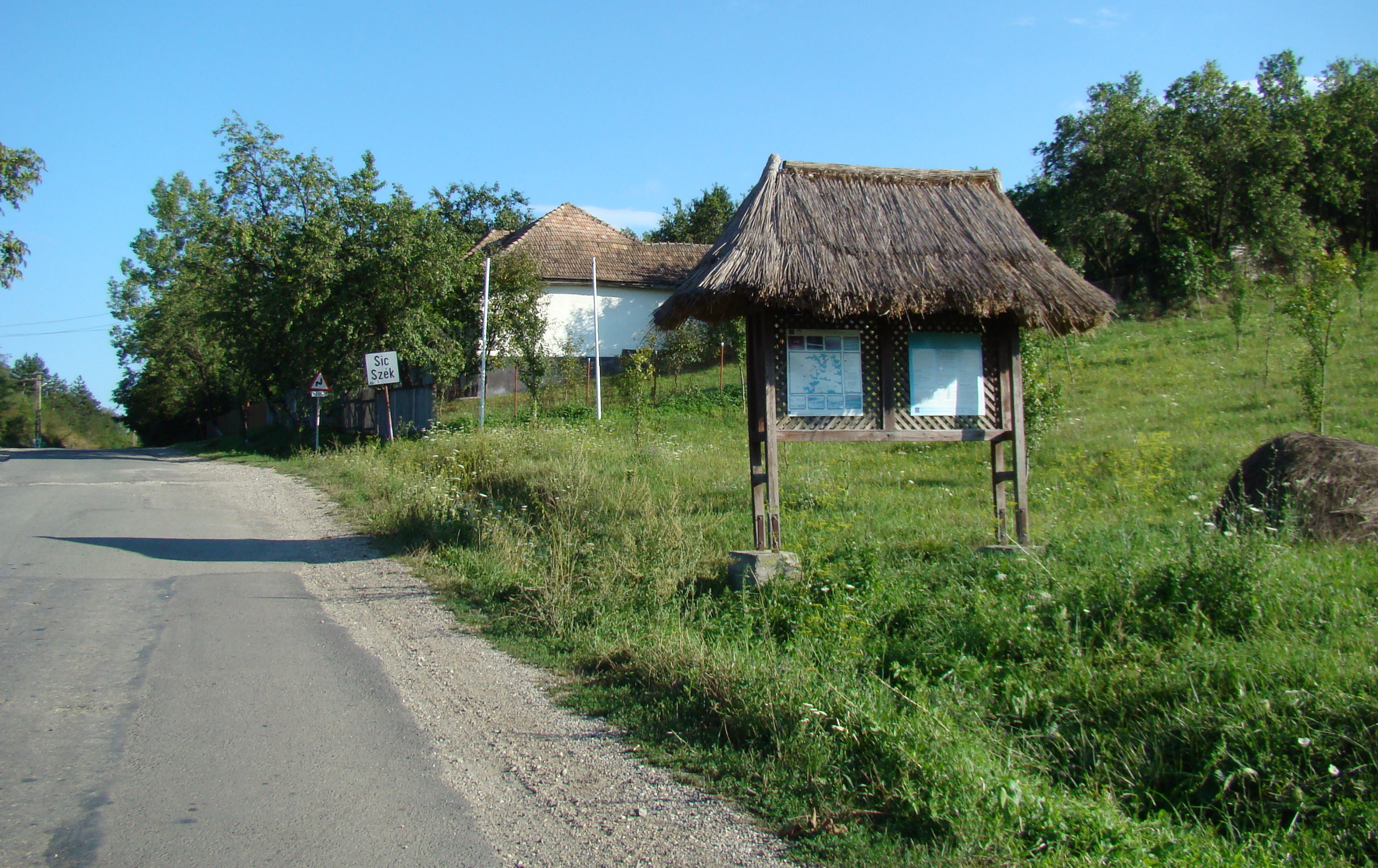
Intrarea în satul Sic din județul Cluj
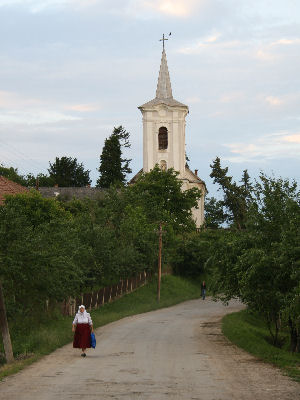
Sic (strada principală)
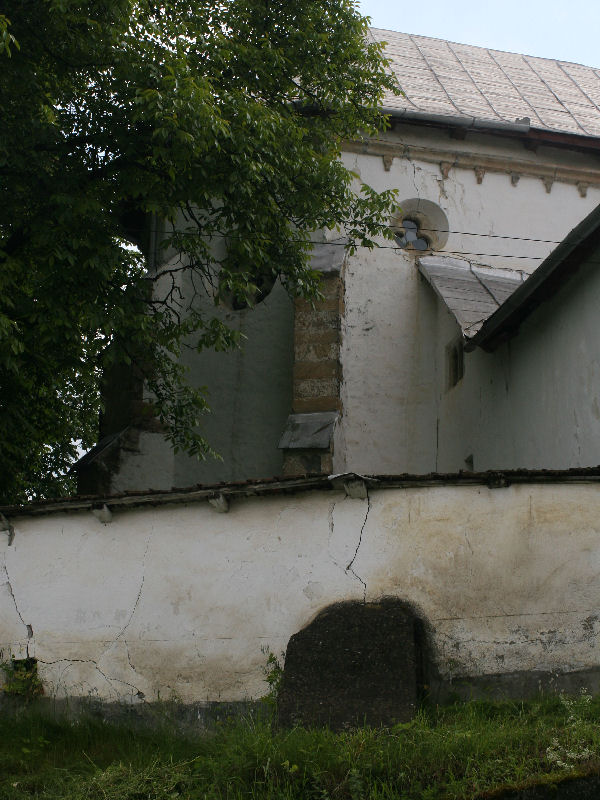
Biserica Reformată Calvină din Sic
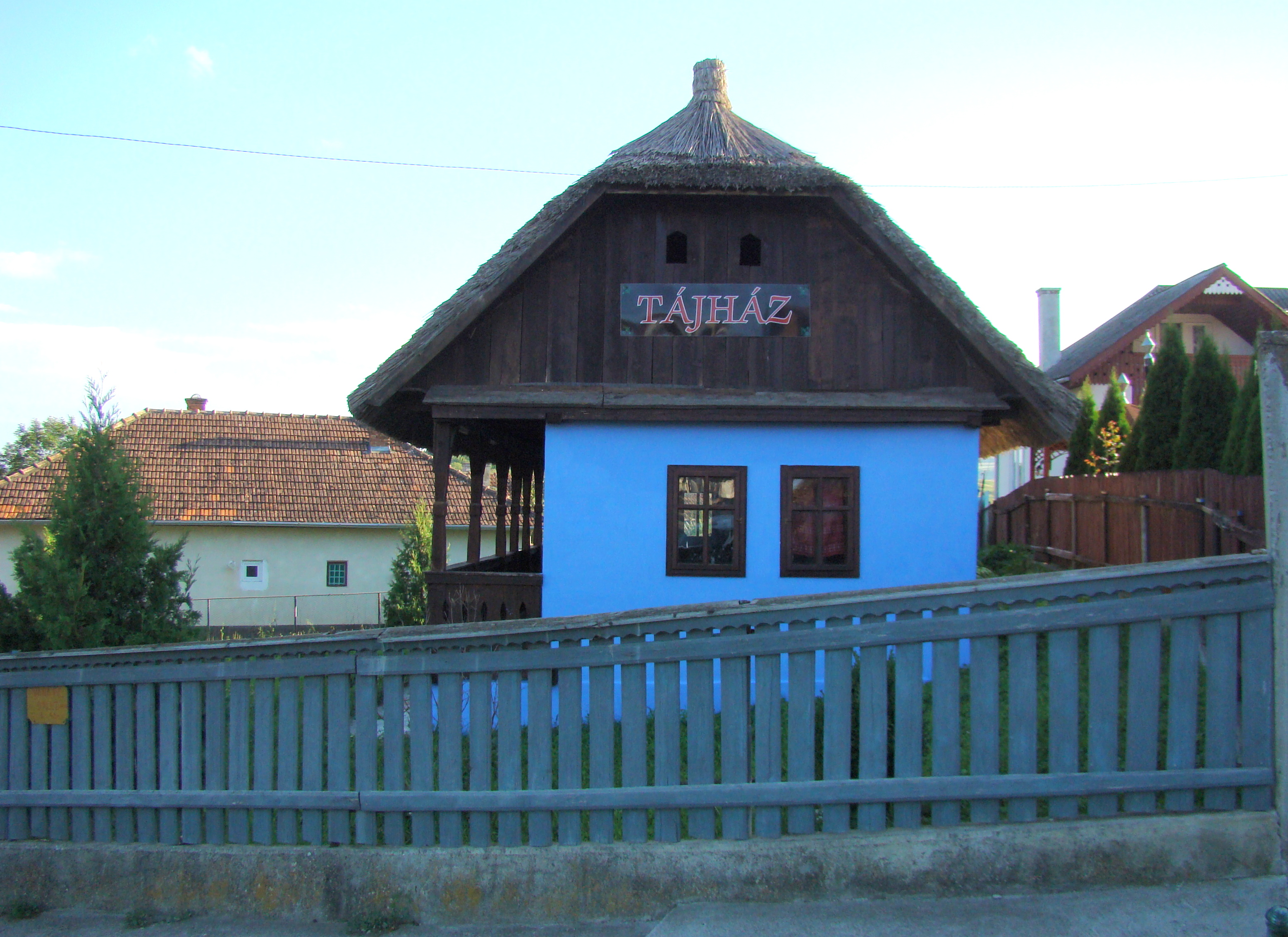
Muzeul etnografic
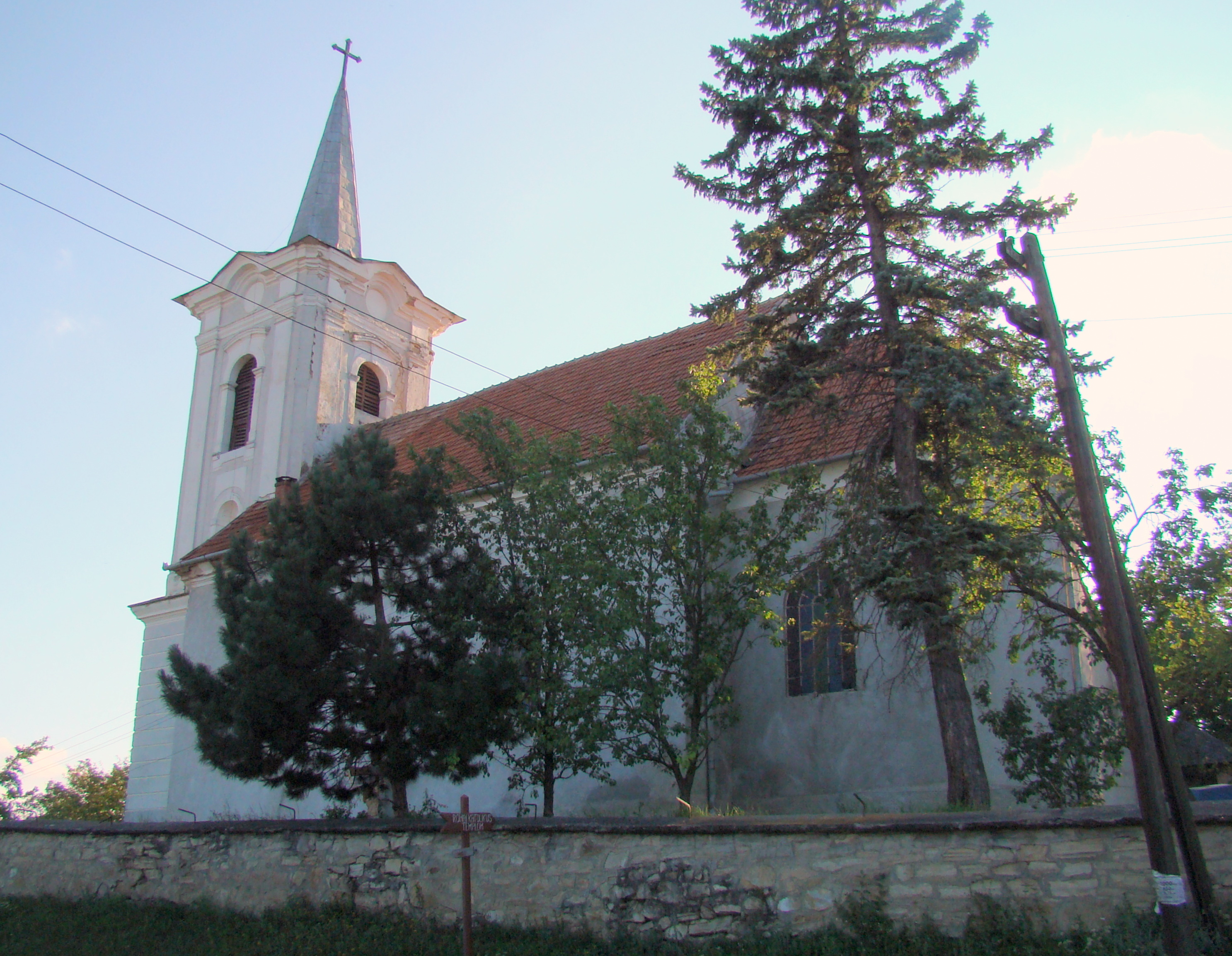
Biserica romano-catolică (monument istoric)
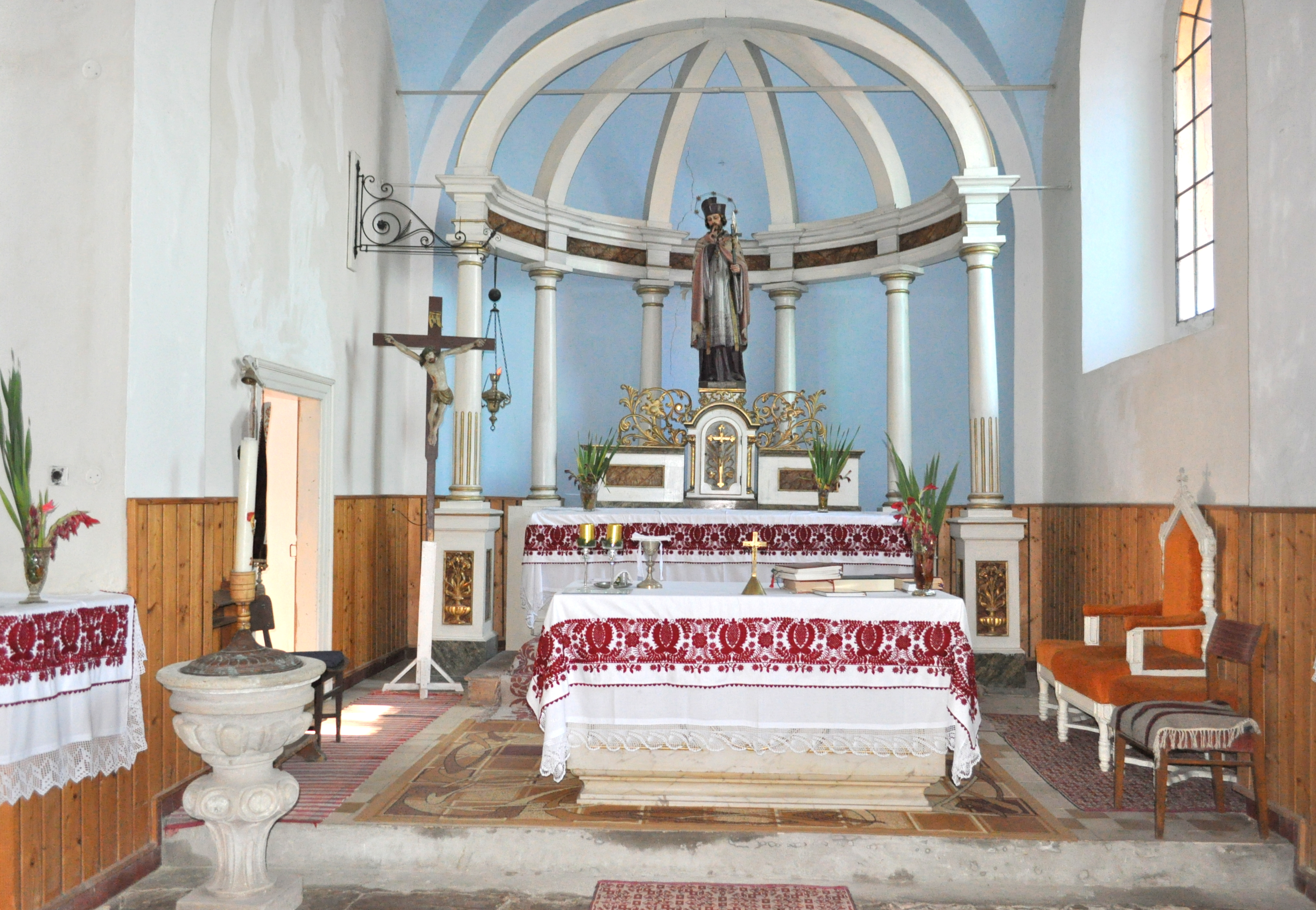
Biserica romano-catolică: altarul cu statuia Sfântului Ioan Nepomuk
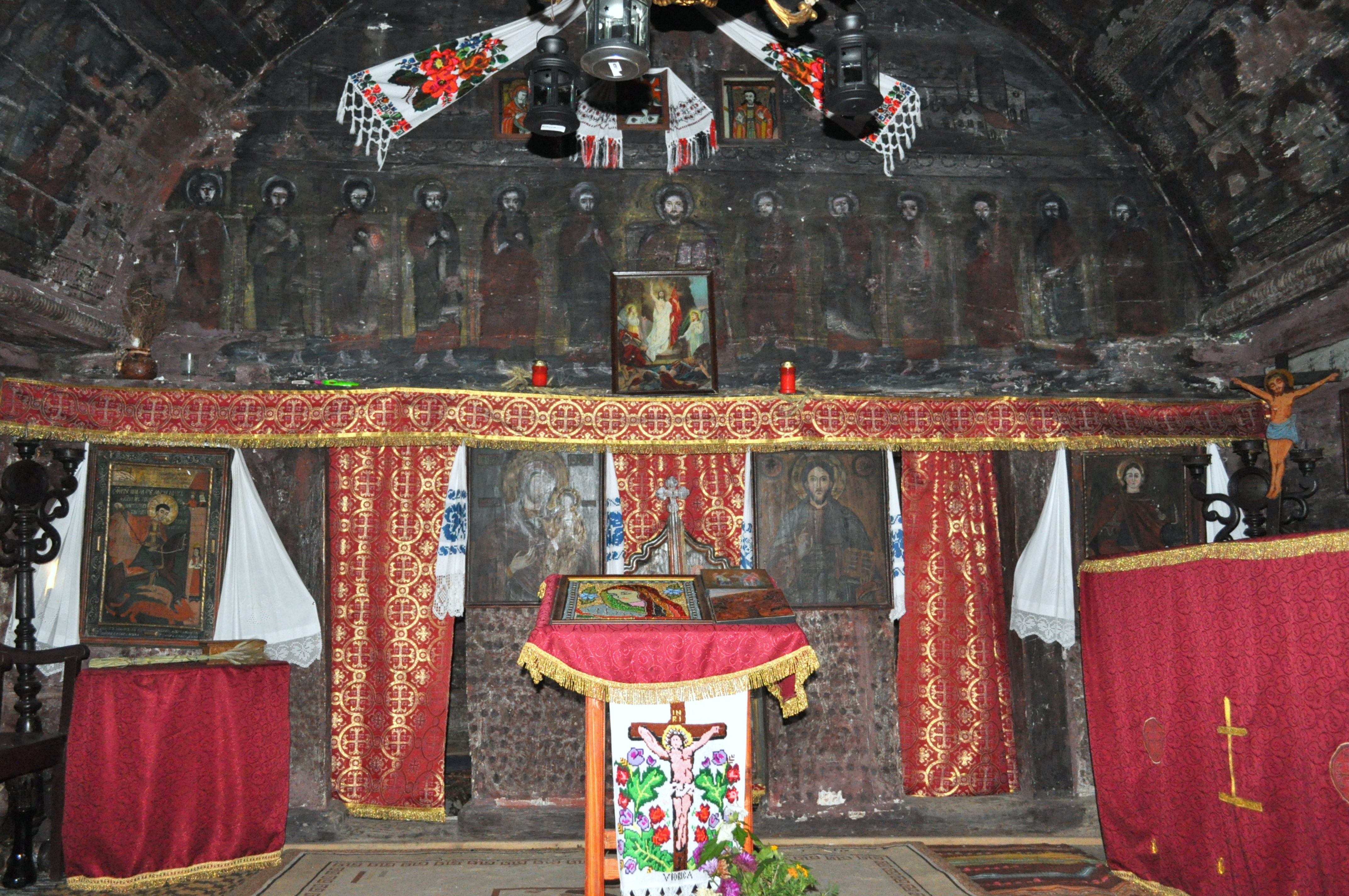
Biserica de lemn „Sfinții Arhangheli Mihail și Gavriil”